# Centro de Investigación Científica de Yucatán
El Centro de Investigación Científica de Yucatán, A.C. (CICY),  es un centro público de investigación del Consejo Nacional de Ciencia y Tecnología (CONACYT), dedicado a la investigación científica y tecnológica, y de formación profesional, en las áreas de química, bioquímica, biología molecular de plantas, biotecnología, ciencias del agua, materiales, recursos naturales y energía renovable, que tiene como objetivo contribuir al desarrollo sustentable de la península de Yucatán y de México, en colaboración con otras instituciones científicas, nacionales y extranjeras y mediante su vinculación con diversos sectores de la academia y de la sociedad en general. Está integrado jurídicamente como una asociación civil conforme a las leyes de México y opera dentro del Sistema de Centros Públicos de Investigación del CONACYT.
El CICY realiza investigación científica, forma recursos humanos, divulga conocimiento, desarrolla y transfiere tecnología e impulsa el desarrollo de la sociedad en armonía con el ambiente, a través de seis unidades de investigación ubicadas en tres campus, cuatro posgrados y áreas de vinculación y servicios.

## Historia
El Centro de Investigación Científica de Yucatán, A.C. fue fundado en Mérida, Yucatán, el 16 de noviembre de 1979. La idea de crearlo surgió de una gira presidencial en la que participaron el director general del Conacyt y el entonces gobernador de Yucatán, donde se enteraron de la situación de los henequeneros.
Con los aires de descentralización de la ciencia en México en la década de 1970 y la creación de centros públicos de investigación, el presidente de la República encargó crear un centro en Yucatán para ese cultivo y su problemática. Aunque en un principio se pensó enfocarlo solo al aprovechamiento integral del henequén y los usos alternos de la fibra, a fin de darle valor agregado al cultivo, se buscó ampliar su misión y su nombre a un centro de investigación científica para promover el desarrollo científico y tecnológico en áreas de la biología vegetal y de la química, entre otros objetivos primordiales (Robert, 1998: 111-116).
Con el apoyo de los gobiernos federal y estatal, el CICY empezó a operar en una casa del centro de Mérida y en poco tiempo, se inició la construcción de sus instalaciones en un terreno donado por el gobierno del Estado, un henequenal abandonado en la antigua hacienda de Chuburná, al norte de la ciudad.
Paulatinamente, el CICY fue creciendo en personal, investigación, formación de recursos humanos e infraestructura, y sus áreas originales fueron evolucionando, adaptándose y creciendo conforme a las necesidades y demandas de la región y del país, hasta llegar a su estructura actual: seis unidades de investigación, una de ellas ubicada en Quintana Roo a petición expresa del gobierno de ese estado y otra ubicada en el Parque Científico Tecnológico de Yucatán (en Sierra Papacal, Yucatán); posgrados de alto nivel inscritos en el Padrón Nacional de Posgrados de Calidad del Conacyt: doctorados y maestrías en Ciencias, en sus áreas de especialidad: Ciencias Biológicas (con opciones en Bioquímica y Biología Molecular, Biotecnología, y Recursos Naturales), Materiales Poliméricos y Energía Renovable, y Maestría en Ciencias del Agua; áreas de vinculación, servicios y transferencia de tecnología: Laboratorios de Metrología, de GeMBio y de Microscopio Electrónico de Barrido, Oficina de Transferencia Tecnología, Oficina de Protección a la Propiedad Intelectual, Organismo Verificador de Gases de Efecto Invernadero, Banco de Germoplasma, Unidad Productora de Semillas, Biofábrica, Centro de Innovación Tecnológica, Jardín Botánico Regional “Roger Orellana”, Jardín Botánico Ornamental y un herbario en flora peninsular.
Lo que comenzó como una respuesta inmediata a una problemática específica de un sector productivo, a casi cuatro décadas de su creación, se ha consolidado como autoridad en su campo de acción, una de las fuerzas generadoras de conocimiento científico y tecnológico más importantes de la región, así como referencia en algunas áreas de especialidad, como micropropagación y mejoramiento genético de plantas, como agaves y cocotero, entre otras.

## Investigación
El Centro de Investigación Científica de Yucatán desarrolla investigación básica y aplicada a través de seis Unidades de Investigación:
1. Bioquímica y Biología Molecular de Plantas: La Unidad de Bioquímica y Biología Molecular de Plantas desarrolla investigación básica para generar conocimiento y nuevas metodologías en los campos de la genética, la biología celular, la biología molecular, la bioquímica y la fisiología de plantas de interés agroindustrial o nativas de la península de Yucatán. Las investigaciones de esta unidad, relacionadas con los mecanismos de respuesta de las plantas a diversas condiciones, nutrición mineral, reproducción, generación de sustancias y asimilación de nutrientes, se realizan en modelos como achiote, café, cítricos, cocotero, chile habanero, henequén, jatropha y jitomate. El programa integral del CICY de investigación en chile habanero de la península de Yucatán ha logrado establecer una colección del germoplasma local, generar y registrar ocho variedades, producir semilla mejorada, entre otros resultados.
2. Biotecnología: La Unidad de Biotecnología desarrolla proyectos de investigación relacionados con la manipulación y el uso de seres vivos para producir bienes o servicios de relevancia para la sociedad mexicana, la protección del medio ambiente y el crecimiento económico del país. Los proyectos de esta unidad, centrados en agrobiotecnología, farmacobiotecnología y biotecnología de combustibles alternos, utilizan cultivos agrícolas como agaves, cítricos, cocotero, papaya, plátano, cedro, plantas nativas, microalgas verdes y otros microorganismos, como hongos. Entre sus resultados recientes destacan el uso de algunas secuencias génicas de microorganismos que causan enfermedades a los cultivos, como la Sigatoka Negra y el Amarillamiento Letal del cocotero para su diagnóstico, la micropropagación de variedades de plantas mejoradas, como agaves, cocotero y papaya maradol, así como el desarrollo de biopesticidas y el registro de variedades de papaya.
3. Ciencias del Agua: La Unidad de Ciencias del Agua, ubicada en Cancún, Quintana Roo, contribuye al conocimiento, aprovechamiento y manejo sostenible de los recursos hídricos de la península de Yucatán, particularmente, del agua subterránea. Sus proyectos, enfocados a la hidrogeología, la calidad y uso sostenible del agua, y la ecología y dinámica de ecosistemas acuáticos, buscan conocer la cantidad y la calidad del agua de la Península, su biodiversidad y el efecto de las actividades humanas en los ecosistemas acuáticos.Entre sus proyectos y logros recientes destacan la relación del cráter de Chicxulub en los acuíferos del norte de la Península, el establecimiento de reservas hidrogeológicas para la Riviera Maya y el norte de Yucatán, y el observatorio regional para monitoreo y vigilancia del agua, entre otros.
4. Energía Renovable: La Unidad de Energía Renovable, ubicada en el Parque Científico Tecnológico de Yucatán (Sierra Papacal), trabaja en desarrollar tecnologías para la producción de energía a partir de la biomasa disponible en la Península, usando residuos orgánicos, cultivos energéticos, microalgas, cianobacterias y celdas microbianas. Desarrolla metodologías para asegurar una buena relación entre la implementación de nuevas tecnologías energéticas y su impacto social y económico, cuidando también la seguridad alimentaria. En tecnología del hidrógeno, trabaja en su producción, almacenamiento y conversión en energía amigable con el medio ambiente. Participa en el Laboratorio de Energías Renovables del Sureste y ha contribuido recientemente con prototipos a nivel piloto de celdas de combustible microbianas, de celdas que eliminan compuestos no biodegradables, como los residuos de la industria textil, y la estimación del inventario estatal de gases de efecto invernadero.
5. Materiales: La Unidad de Materiales trabaja en el desarrollo de nuevos materiales y en las técnicas para su procesamiento y/o reciclaje. Sus investigaciones en reciclado y procesamiento atienden el cuidado del medio ambiente, el aprovechamiento de los recursos y el desarrollo de nuevos materiales. Asimismo, trabaja en la síntesis, la extracción, la purificación y la caracterización de nanoestructuras, y su inclusión en matrices poliméricas para la fabricación de materiales compuestos. Sobresalen sus investigaciones en el área de membranas, que por su alta resistencia a la temperatura son útiles en la separación de gases y mezclas de líquidos, y en el área de biomateriales para aplicaciones médicas, particularmente, materiales para aplicaciones cardiovasculares y cementos óseos que fijan prótesis para articulaciones humanas.
6. Recursos Naturales: Contribuye a la conservación, y al aprovechamiento y el manejo sostenible de los recursos naturales de la Península de Yucatán, Mesoamérica y otras áreas del Continente Americano. La Unidad de Recursos Naturales trabaja en la conservación y el manejo sostenible de la biodiversidad ante los retos del cambio global, desde la biología molecular hasta la ecología del paisaje. Investiga la diversidad de los agroecosistemas usados por los humanos para satisfacer sus necesidades, considerando cultura y conocimiento local para su aprovechamiento, cambios en el ecosistema, resiliencia y pérdida de especies. Asimismo, incrementa el conocimiento de las plantas de la península de Yucatán en áreas como taxonomía, florística y biogeografía. Además de crear el Banco de Germoplasma para preservar la biodiversidad de la región, entre sus contribuciones destacan el sitio de medición e investigación sobre carbono forestal y la evaluación, identificación y conservación de germoplasma de cocotero resistente a la enfermedad del Amarillamiento Letal.

## Formación
A través de sus posgrados, el CICY otorga los grados de maestría y doctorado en ciencias en sus áreas de especialidad.
El Posgrado en Ciencias Biológicas se orienta a la biología vegetal desde tres perspectivas:
- Bioquímica y Biología Molecular: forma profesionales para la investigación de frontera en los campos de la bioquímica de plantas, la biología molecular, la fisiología vegetal, la genómica y la proteómica;
- Biotecnología: forma profesionales en la investigación enfocada a resolver problemas de diversos cultivos agrícolas, a contribuir a la biorremediación y aportar soluciones para las industrias farmacéutica y agrícola, principalmente, y
- Recursos Naturales: forma profesionales capaces de desarrollar investigación dirigida a la conservación, el aprovechamiento y el manejo sostenible de los recursos naturales.

El Posgrado en Ciencias en Materiales Poliméricos forma profesionales en el área de ingeniería de los materiales. Se ha convertido en autoridad en el campo de los polímeros y capta estudiantes de todo el país, así como de centro y Sudamérica.
El Posgrado en Ciencias en Energía Renovable forma profesionales con un enfoque en los biocombustibles y en la tecnología del hidrógeno.
El Posgrado en Ciencias del Agua, impartido en Cancún, Quintana Roo, forma profesionales en los campos de la hidrogeología, la hidrobiología, la hidrogeoquímica y la conservación de ecosistemas acuáticos.
Mediante el Programa de Educación Continua, el CICY contribuye a formar, actualizar y capacitar personal científico, tecnológico, profesional y público en general en sus áreas de experiencia, satisfaciendo una importante demanda de los sectores productivos en materia de actualización especializada.

## Vinculación y servicios especializados
Las áreas de vinculación y servicios del CICY acercan el conocimiento y los desarrollos tecnológicos que se generan a los diversos sectores sociales y productivos:
- La Oficina de Vinculación Social y Ambiental gestiona y desarrolla proyectos enfocados al progreso social de comunidades y realiza alianzas estratégicas con los diferentes actores de la sociedad.
- El Laboratorio de Metrología provee servicios de calibración, asesorías y capacitación al sector público e industrial, bajo los estándares y requisitos de las normas de calidad aplicables. Está acreditado por la Entidad Mexicana de Acreditación en las magnitudes de masa, volumen, temperatura, óptica, presión y flujo.
- El Laboratorio GeMBio, aprobado por Sagarpa y acreditado por la ema en diagnósticos fitosanitarios, se especializa en detectar virus, viroides, bacterias, fitoplasmas, hongos, insectos y organismos genéticamente modificados; además, realiza estudios de análisis de riesgo de plagas y de huellas genéticas para identificar plantas y microorganismos, e investigación aplicada en el campo de la fitopatología.
- El Organismo Verificador de Gases de Efecto Invernadero ofrece servicios en materia de emisiones a la atmósfera específicamente de emisiones de gases de efecto invernadero, dirigidos empresas u organizaciones que buscan obtener.
- El Laboratorio de Microscopía Electrónica de Barrido permite el estudio de las características estructurales de muestras sólidas, en el campo de la ciencia de materiales y de materiales biológicos. Realiza la exploración morfológica superficial, en áreas micrométricas, produciendo imágenes topográficas de alta resolución, complementada con el microanálisis químico elemental por dispersión de energía de rayos equis.

## Transferencia tecnológica
Le CICY cuenta con áreas especializadas que apoyan en aspectos fundamentales de la gestión tecnológica y la transferencia conjuntamente con los investigadores.
La Oficina para la Protección de la Propiedad Intelectual brinda asesoría en materia de propiedad intelectual y patentes, facilita la protección de los nuevos conocimientos y, en conjunción con la Oficina de Transferencia de Tecnología, hace que los conocimientos y las nuevas tecnologías lleguen a la sociedad para mejorarla.
Además, se cuenta con proyectos especializados para la transferencia tecnológica, como:
Biofábrica
El CICY ha desarrollado y perfeccionado metodologías de multiplicación masiva de plantas a través del cultivo in vitro, en especies como agaves, banano, café, cocotero, estevia, orquídeas, papaya hermafrodita, piña. Las emplea en la biofábrica para la producción escalada de plantas in vitro de interés comercial, destinadas a fortalecer diversas cadenas productivas y beneficiar a productores y consumidores.
Unidad Productora de Semillas
Cuatro factores intervinieron en su creación:
·     El otorgamiento de la Denominación de Origen "Chile Habanero de la Península de Yucatán" a los gobiernos de Campeche, Yucatán y Quintana Roo en junio de 2010.
·     El registro, por parte del CICY, de ocho variedades de Chile Habanero de la Península de Yucatán en el Catálogo Nacional de Variedades Vegetales del SNICS.
·     La oferta de semilla de chile habanero como principal obstáculo para incrementar su producción, su productividad y su competitividad.
·     La creciente demanda de exportación de este producto emblemático de la Península, debido a sus características organolépticas y su pungencia (picor).
La Unidad Productora de Semillas busca asegurar el abasto de semillas de chile habanero certificadas de alta calidad, para que los productores obtengan cosechas con denominación de origen que garanticen la atención adecuada y oportuna de las demandas del mercado.
Centro de Innovación Tecnológica
Dependiente de la Unidad de Materiales, el Centro de Innovación Tecnológica busca ser un enlace importante con el sector industrial de tal forma que se investigue y desarrolle el material que se requiera conforme a las necesidades del cliente, se escale y se produzca comercialmente, teniendo a la investigación y a la innovación como bases de todo el proceso.
Venta de plantas nativas
A través del programa permanente de propagación de especies nativas que tiene el Jardín Botánico Regional “Roger Orellana” en su vivero especializado, el CICY protege las especies locales, sobre todo las que están en alguna categoría de riesgo, y promueve entre la sociedad su plantación y cultivo, particularmente en las áreas urbanas. La atención al público es de lunes a sábado, de 8:00 a 15:00 h.

## Divulgación
El conocimiento que se genera en el CICY se hace llegar a la sociedad a través de diversas actividades: CICY Casa Abierta, Talento CICY (dirigido a niños y jóvenes para el fomento de vocaciones científicas), Día Nacional de los Jardines Botánicos, Encuentro Culinario, Semana Nacional de Ciencia y Tecnología, ferias de ciencia, conferencias, talleres, exposiciones, así como diversos mecanismos de su oficina especializada: boletines de prensa a los medios, información en redes sociales, participación de investigadores en periódicos, revistas, radio y televisión, entre otras.
Además, el CICY cuenta con espacios específicos donde se realiza divulgación de la ciencia:
El Herbario CICY, el más grande del sureste mexicano, conserva, administra e incrementa permanentemente la mejor colección de la flora de la Provincia Biogeográfica Península de Yucatán. Es el primero en el país en ofrecer la flora en formato digital y publicar ensayos semanales sobre la flora nacional, para consulta en línea. Es un espacio de consulta abierto al público en días y horas hábiles.
El Jardín Botánico Regional “Roger Orellana” promueve el uso y la conservación de los recursos vegetales de la península de Yucatán. Mantiene 20 colecciones con más de 17 mil individuos de 700 especies nativas, incluidas 60 endémicas y 27 amenazadas, además de 100 especies introducidas. Fue declarado Museo Vivo de Plantas y registrado como Unidad de Manejo para la Conservación de la Vida Silvestre. Es un espacio abierto a la sociedad de lunes a sábado y cuenta con un programa de visitas guiadas (escolares o recreativas) previo registro en línea.
El Programa de Educación Ambiental del Jardín Botánico Regional del CICY, el de más antigüedad y mayor continuidad en todo el estado, junto con el Espacio de Cultura del Agua, promueve la conciencia y el cuidado de los recursos naturales.
El Jardín Botánico Ornamental, ubicado en el Parque Científico Tecnológico de Yucatán, en Sierra Papacal, representará 500 especies ornamentales usadas en Yucatán organizadas por formas de vida como árboles y palmeras, más otras colecciones de gran valor, como las maderas preciosas yucatanenses, los frutales silvestres y cultivados en Yucatán, y la peculiar selva con cactos, rica en especies y en riesgo de extinguirse en Yucatán. Es un espacio abierto a la sociedad y se pueden agendar visitas guiadas.
La Biblioteca del CICY se especializa en sus áreas de estudio y se actualiza permanentemente. Participa en diversas redes de bibliotecas para optimizar el acceso a fuentes de consulta, incrementar el acervo y brindar el mejor servicio a los usuarios. Es un espacio de consulta abierto al público en días y horas hábiles.
El CICY publica libros bajo su propio sello editorial para difundir el conocimiento que genera. Estos materiales, útiles y de interés para el público en general, son herramienta de consulta para investigadores y textos para asignaturas de educación superior. El catálogo actualizado está disponible en línea.

## Funcionamiento actual
El CICY realiza investigación científica básica y aplicada, forma recursos humanos de calidad, se vincula con los sectores productivos y sociales, les transfiere los resultados de sus investigaciones y divulga hacia la sociedad el conocimiento que genera. Su compromiso con México le impulsa a ser innovador en la generación y la aplicación de dicho conocimiento, consciente de que su labor, hoy más que nunca, debe contribuir al bienestar de la sociedad y al crecimiento del país.

### Sede
Las principales instalaciones de investigación y docencia del CICY se encuentran en la ciudad de Mérida, capital del estado de Yucatán.
Campus Mérida, Yucatán: Instalaciones de las unidades de Recursos Naturales, Bioquímica y Biología Molecular de Plantas, Biotecnología y Materiales, Biblioteca, Herbario CICY, Jardín Botánico Regional "Roger Orellana", Oficinas de Gestión Tecnológica y administrativas.

### Subsedes
Campus Cancún, Quintana Roo: Instalaciones de la Unidad de Ciencias del Agua.
Campus Parque Científico Tecnológico de Yucatán, Sierra Papacal, Yucatán: Instalaciones de la Unidad de Energía Renovable, el Banco de Germoplasma, el Jardín Botánico Ornamental y otros proyectos de vinculación con los sectores productivos como la Unidad Productora de Semillas y la Biofábrica de la institución.

## Galería de imágenes

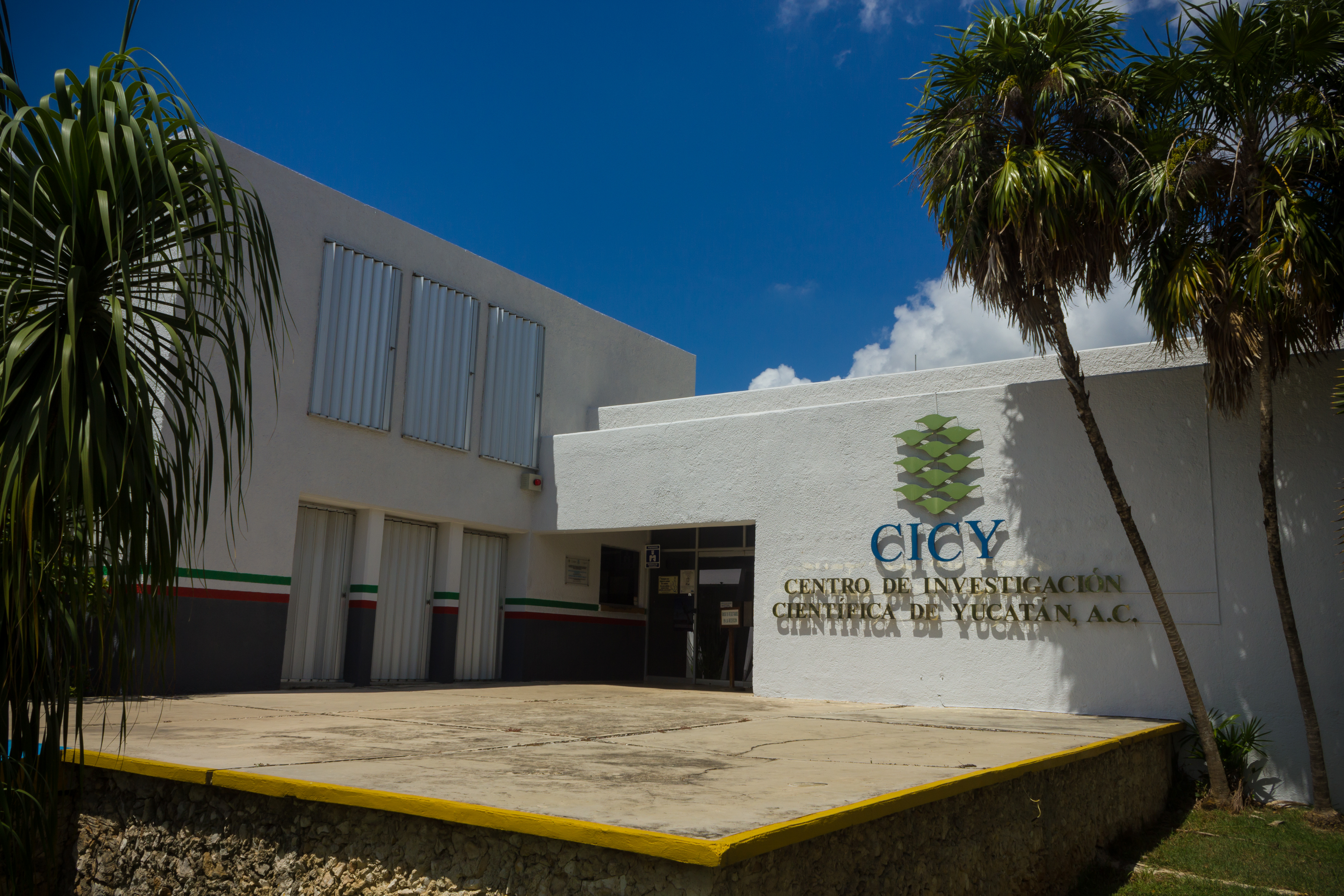
Acceso principal.
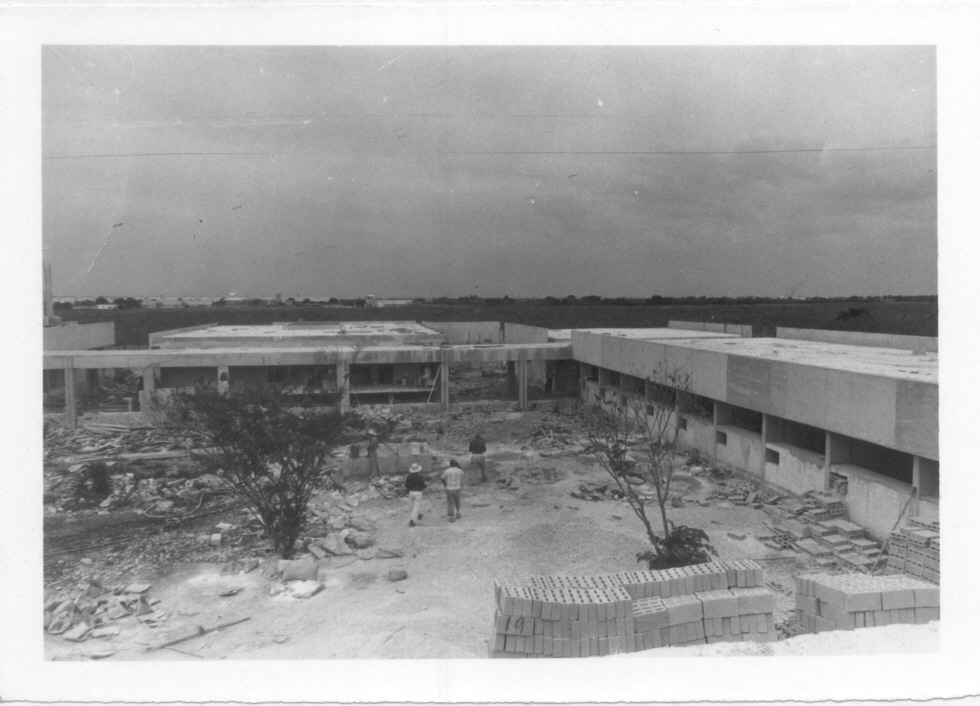
La construcción del CICY comenzó en 1981.
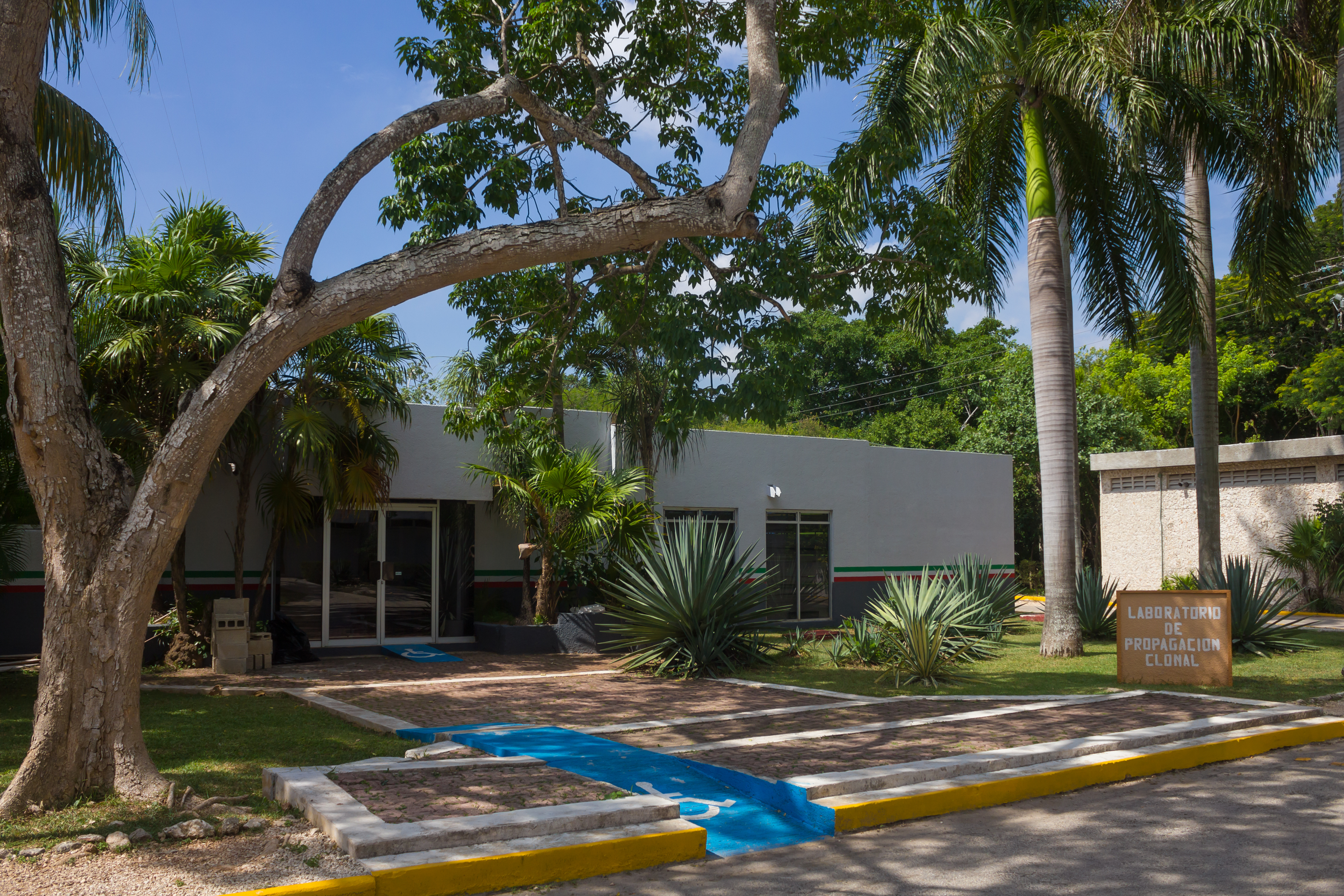
Laboratorio del Propagación Clonal.
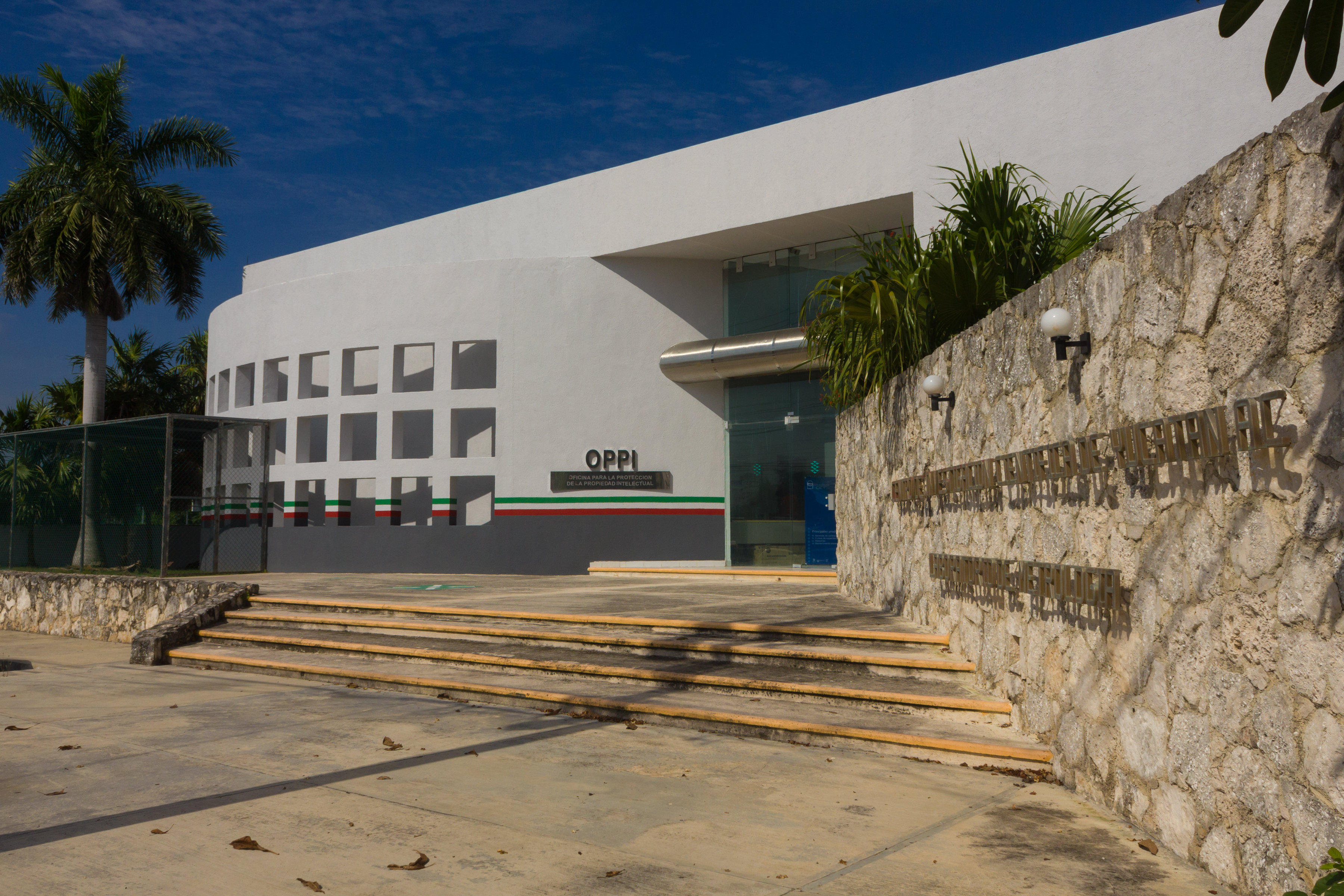
Edificio de la Oficina de Protección a la Propiedad Intelectual y Laboratorio de Metrología
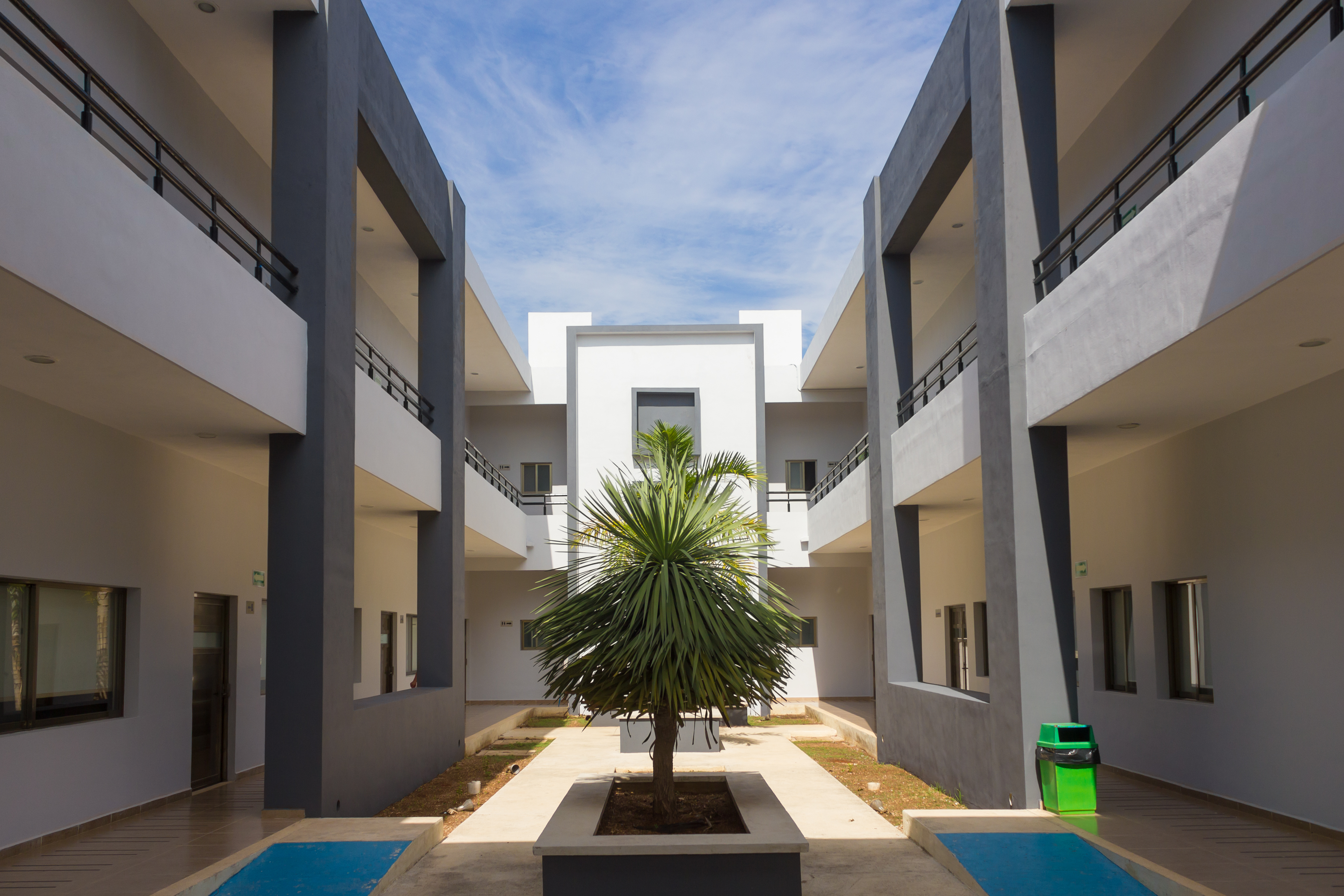
El CICY ofrece varios programas de maestría y doctorado.
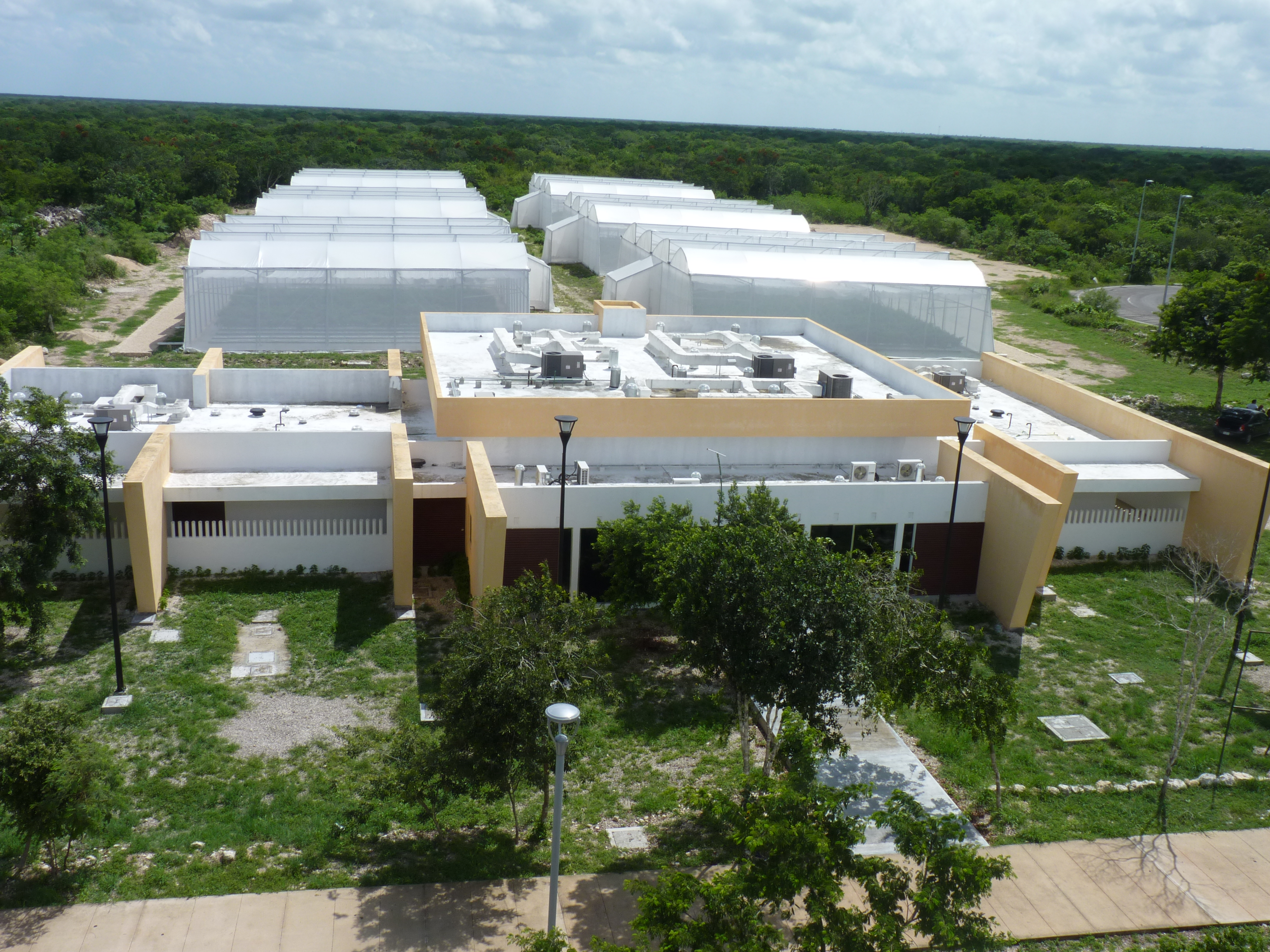
Unidad Productora de Semillas, Parque Científico Tecnológico de Yucatán.
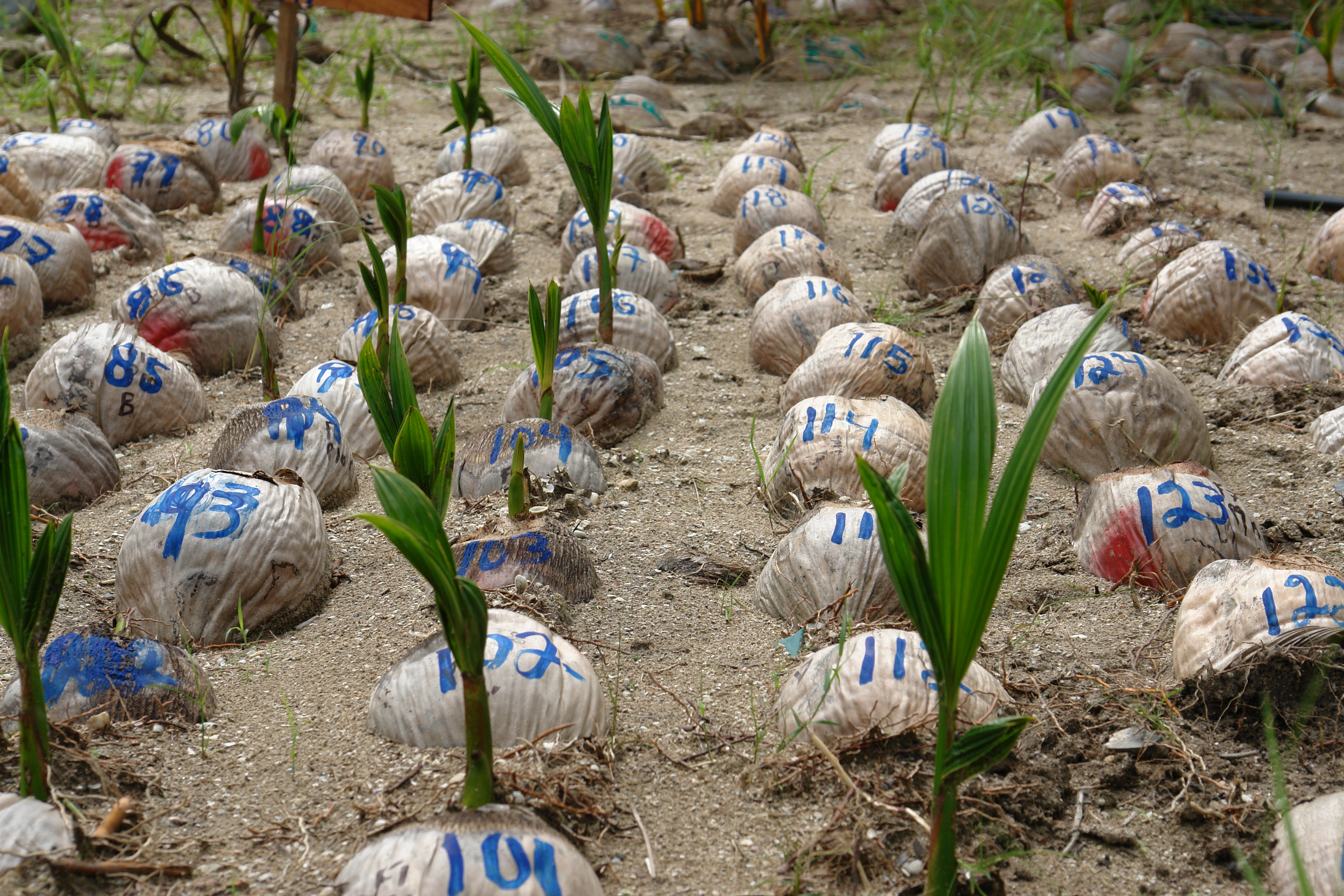
El CICY es líder en investigación en cocotero.
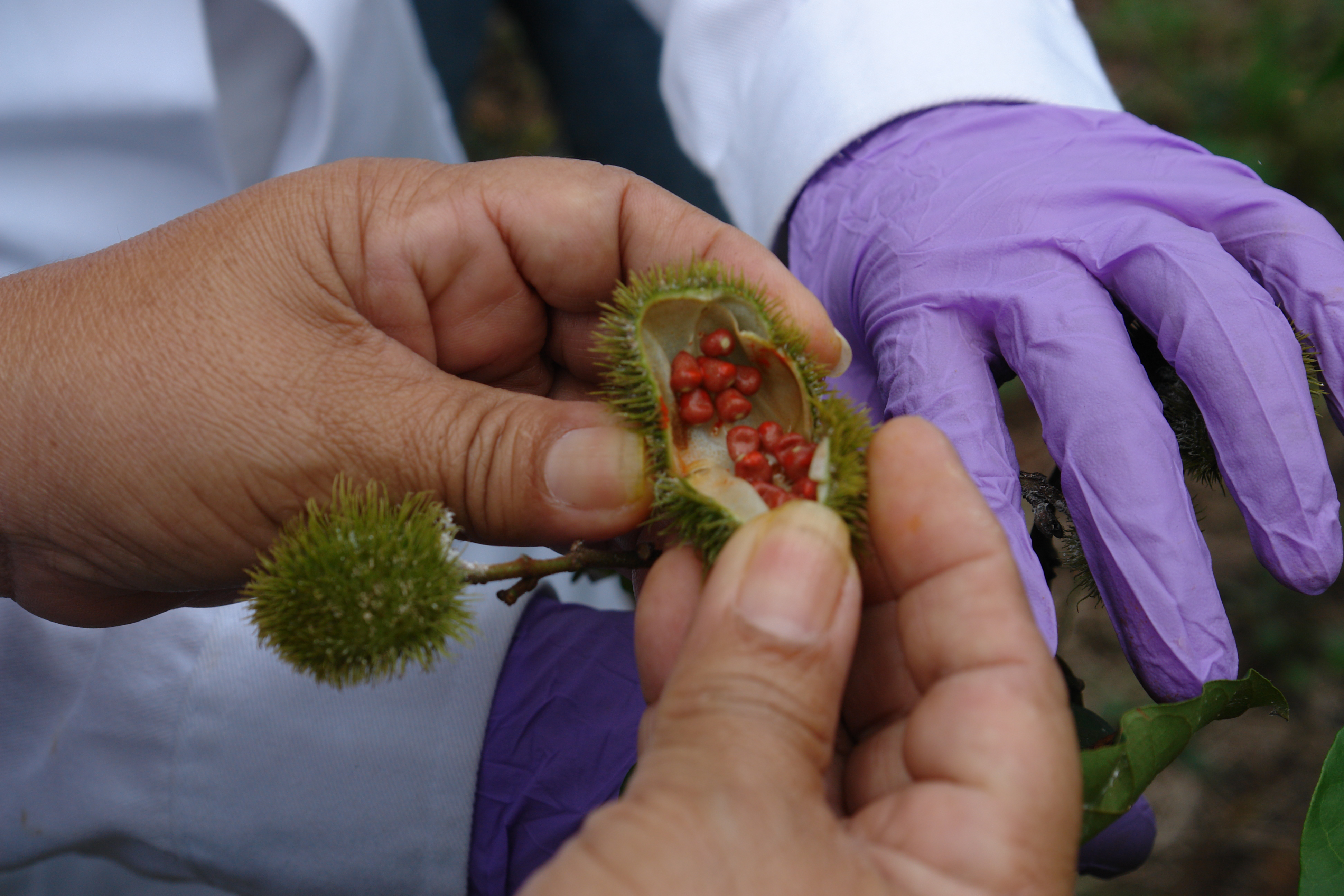
El achiote es otro modelo de estudio del CICY.
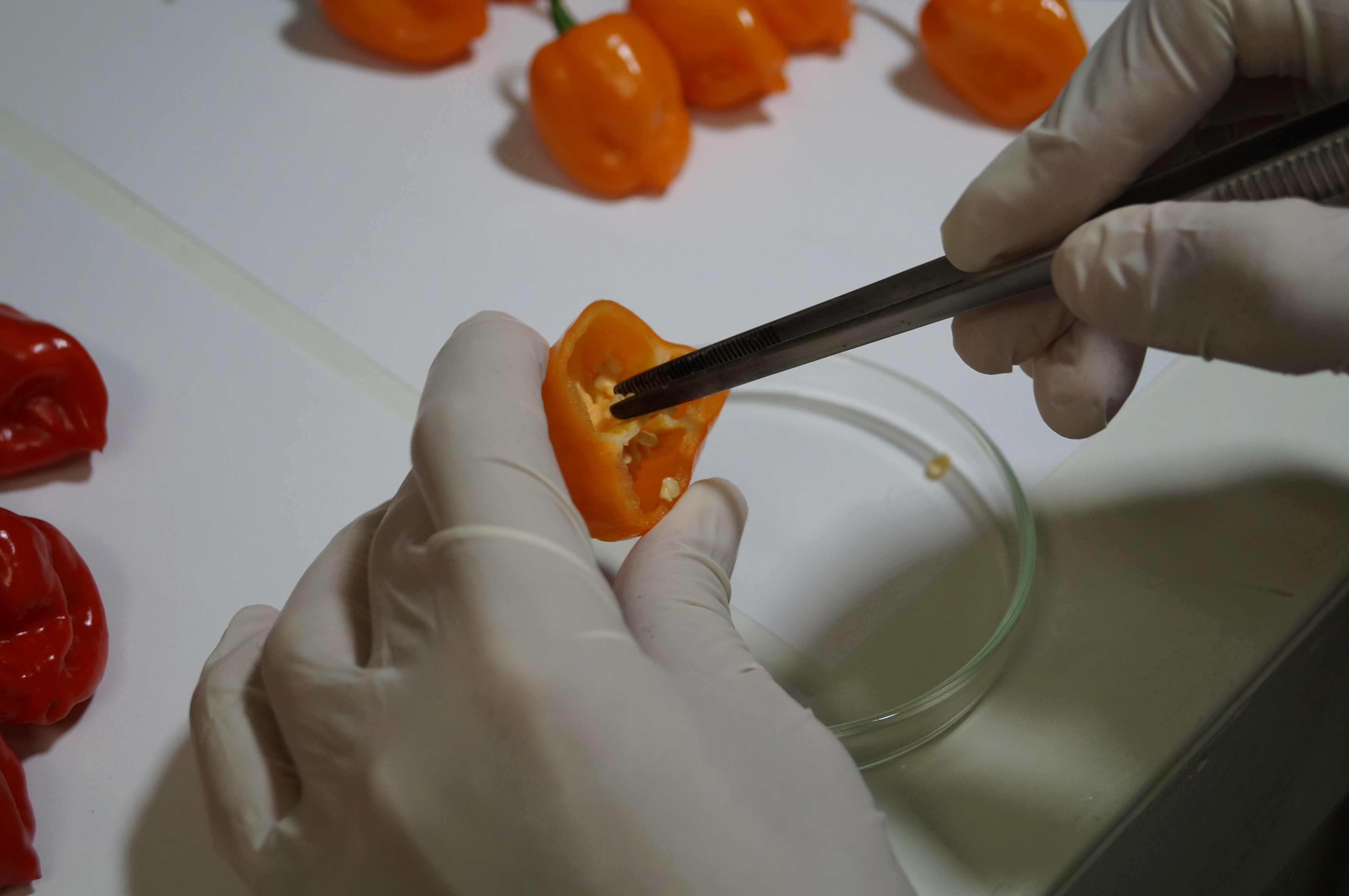
CICY ha desarrollado variedades mejoradas de semillas de chile habanero.
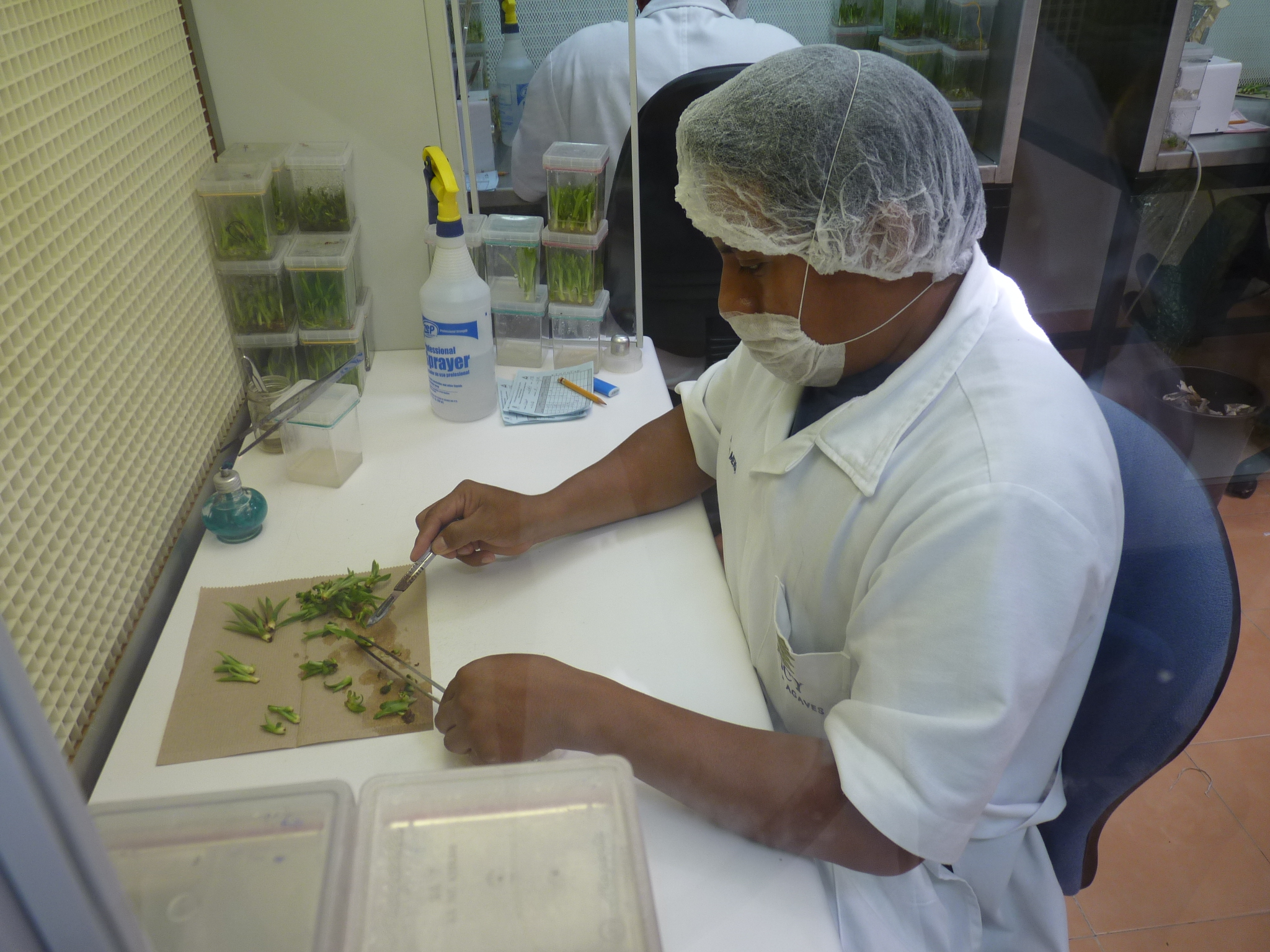
Se han generado varios protocolos de micropropagación de cultivos.
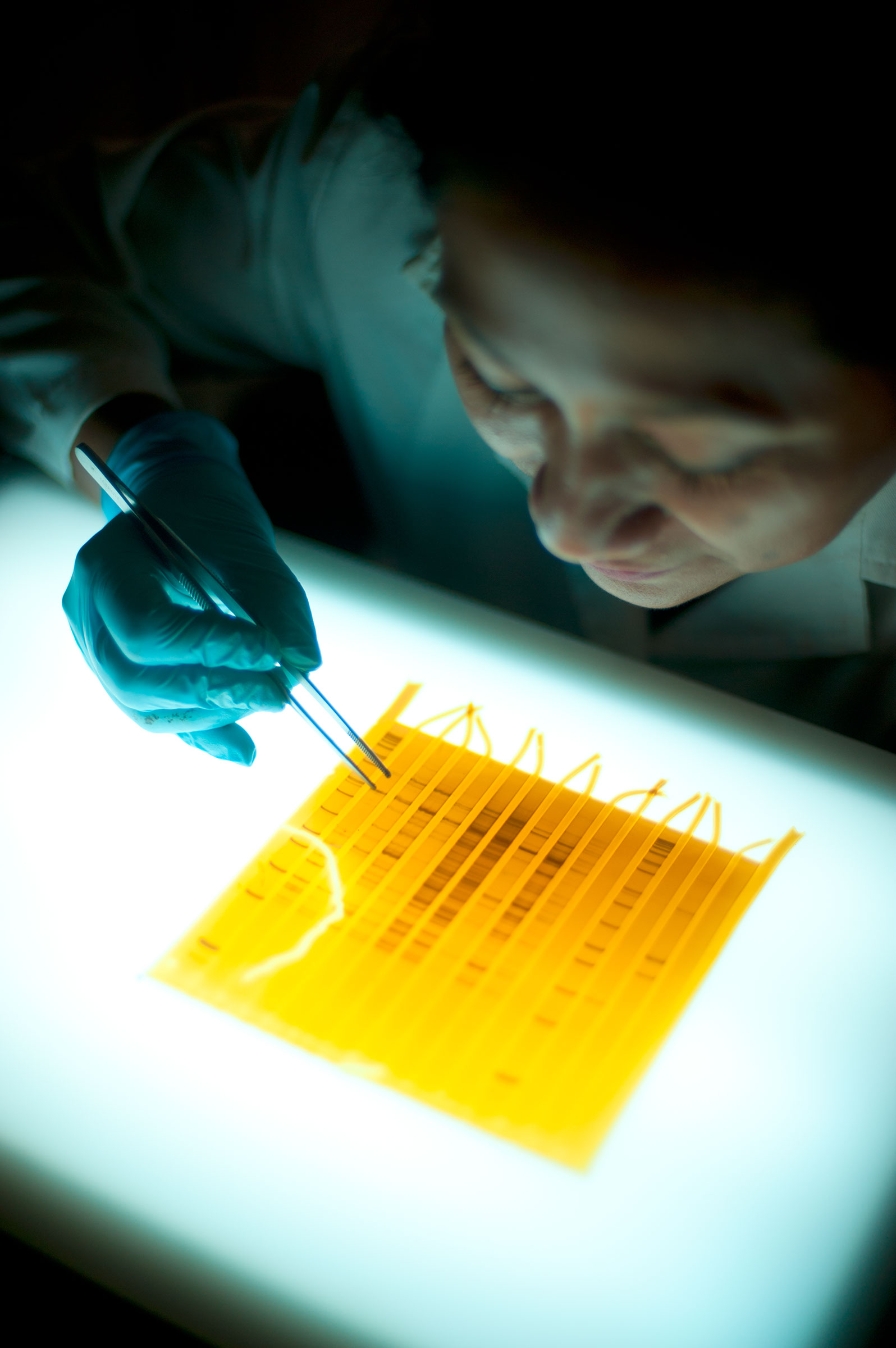
El Laboratorio GeMBio realiza diagnósticos de fitosanidad en cultivos.
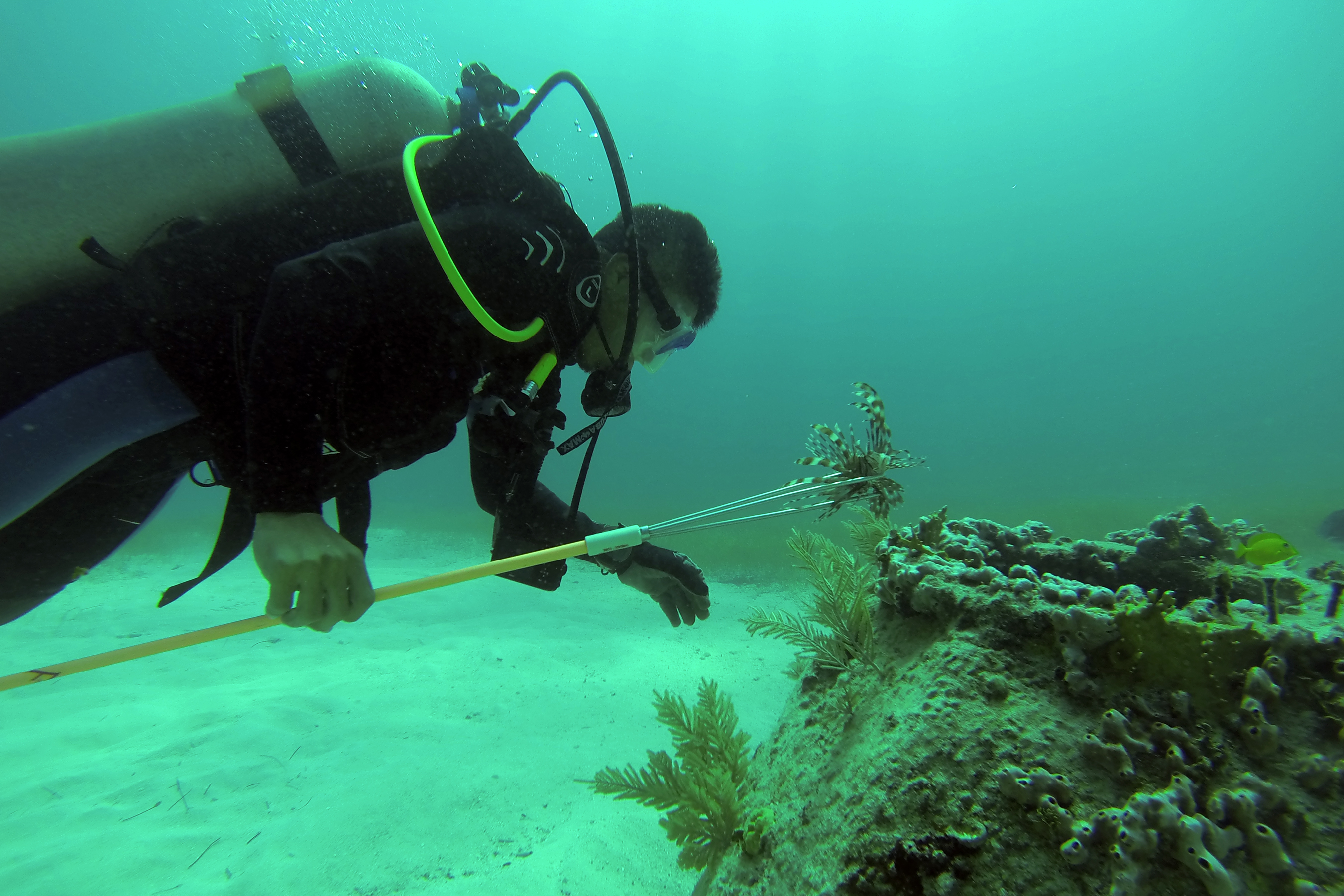
Investigación sobre el pez león en el Caribe mexicano.
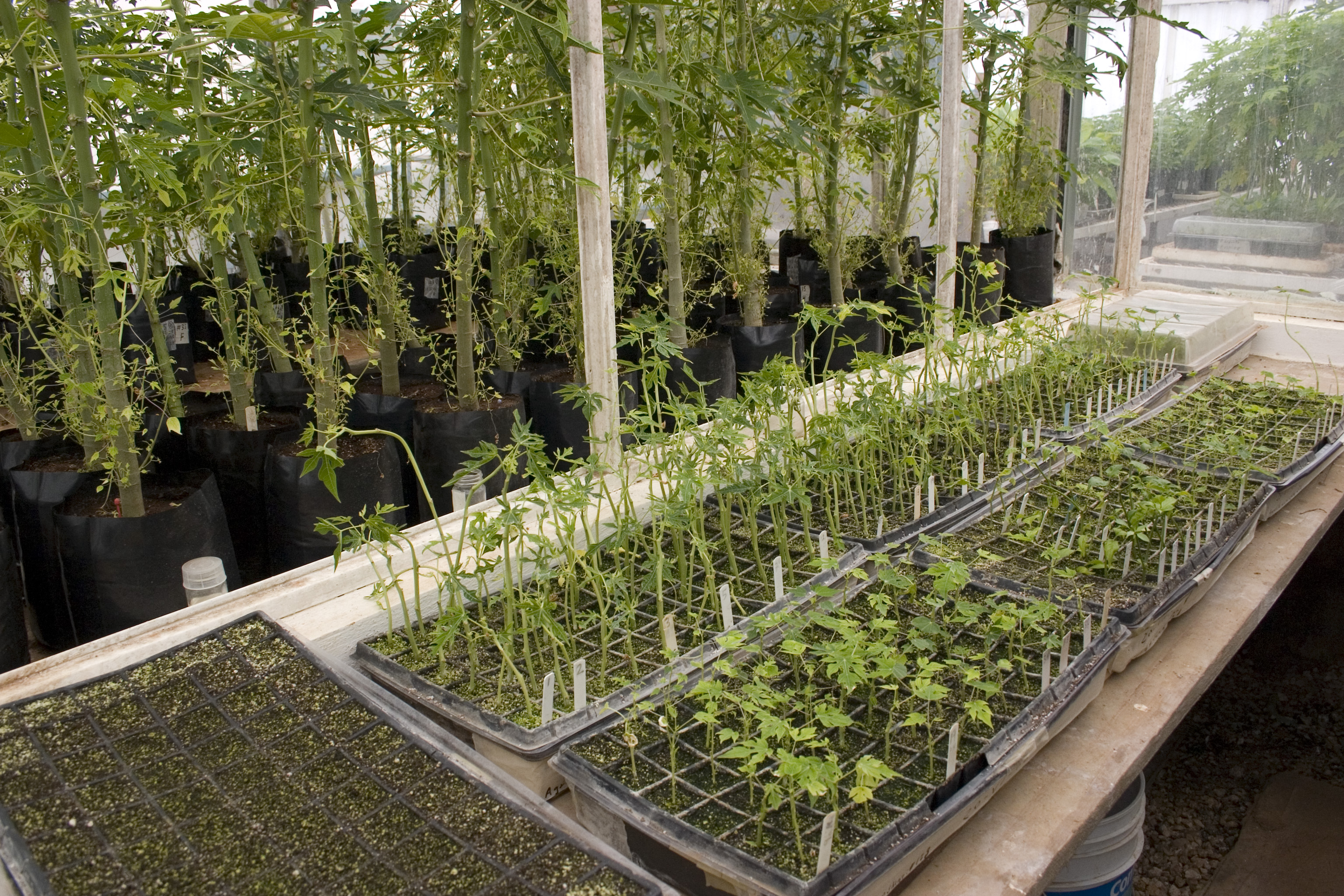
El CICY cuenta con viveros e invernaderos experimentales.
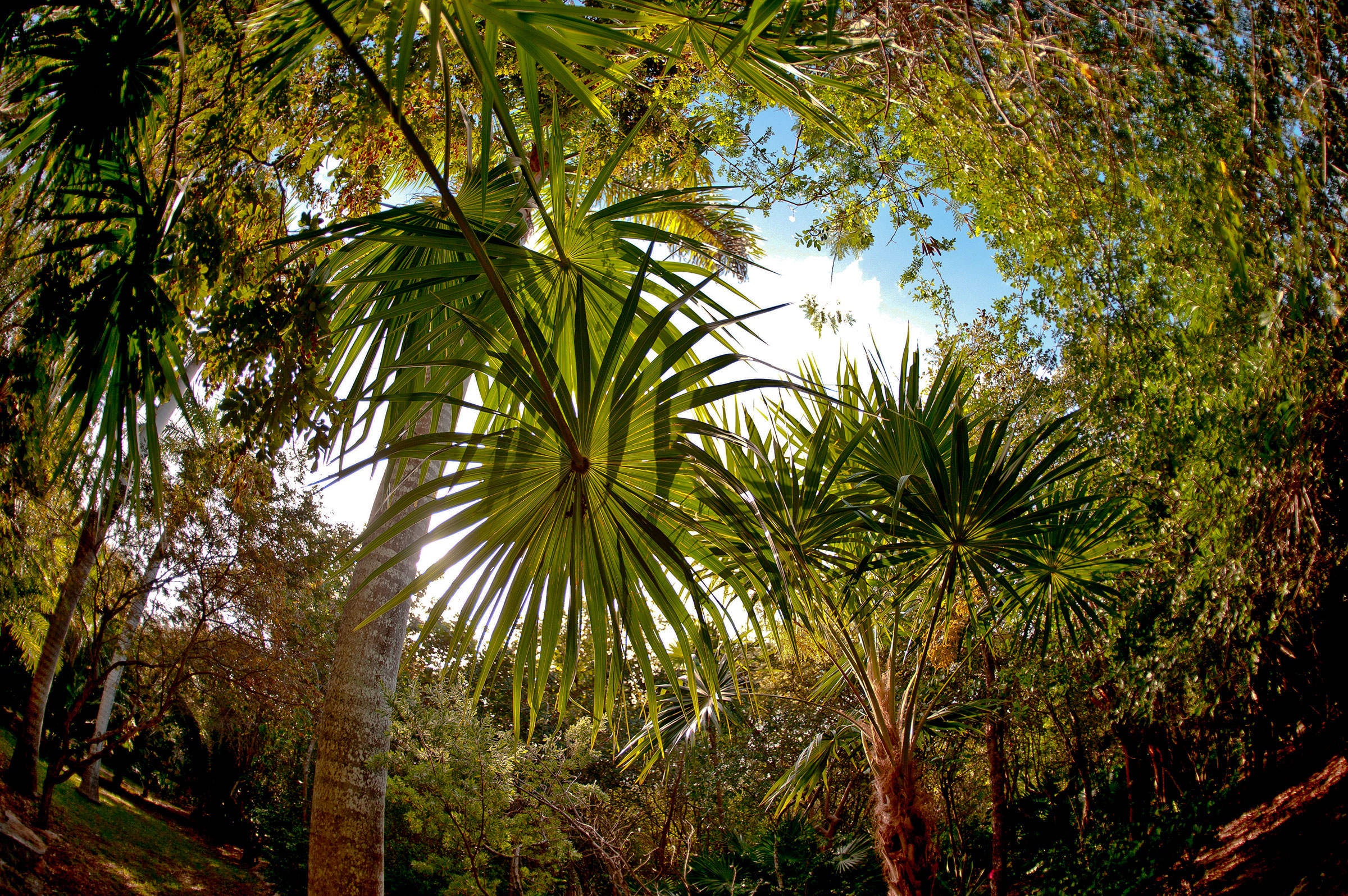
El Jardín Botánico Regional "Roger Orellana" fue declarado Museo Vivo de Plantas y Unidad de Manejo para la Conservación de la Vida Silvestre.
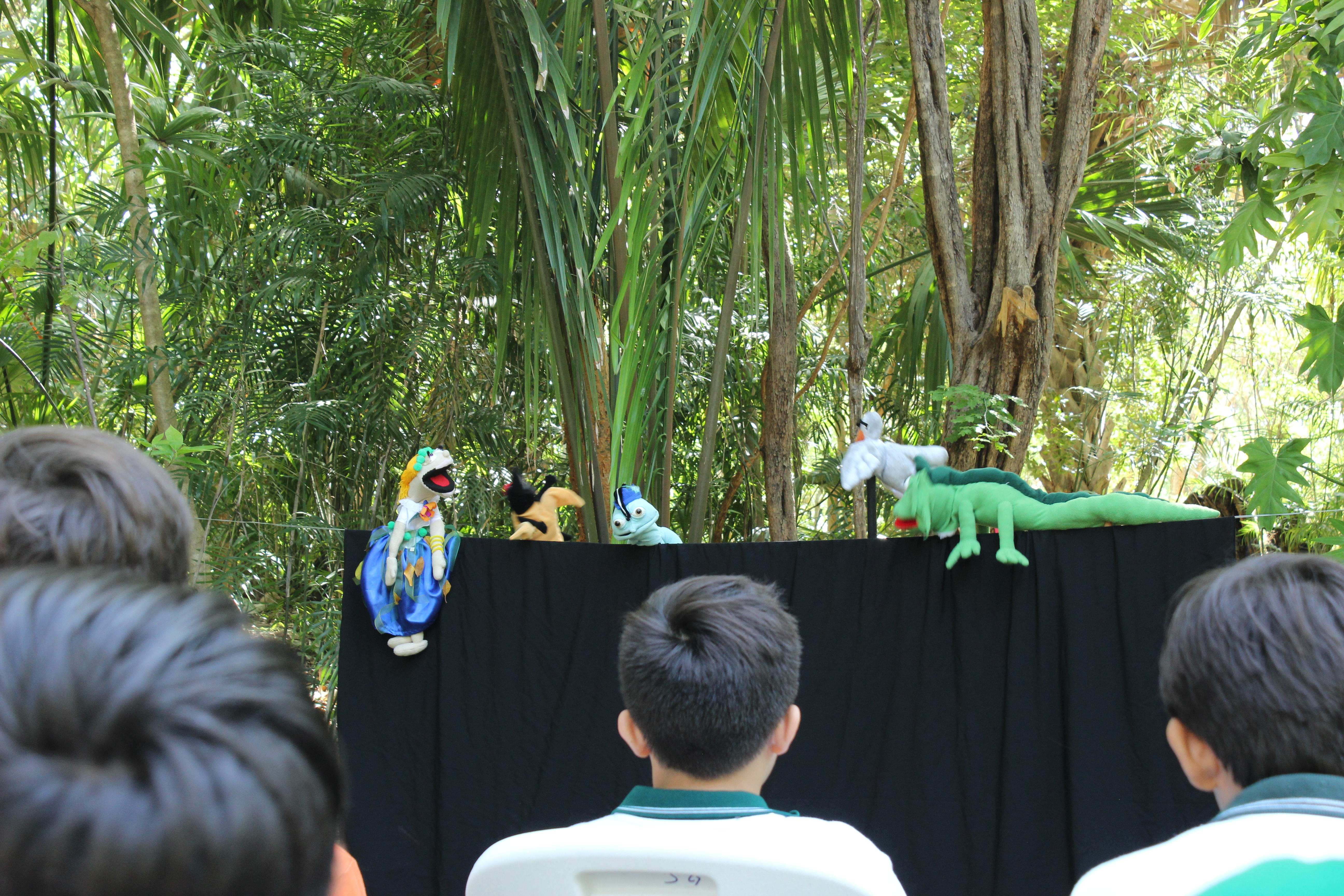
El Jardín desarrolla visitas para escuelas y público en general.